# Équipotence
 (juillet 2023).
Si vous disposez d'ouvrages ou d'articles de référence ou si vous connaissez des sites web de qualité traitant du thème abordé ici, merci de compléter l'article en donnant les références utiles à sa vérifiabilité et en les liant à la section « Notes et références ».

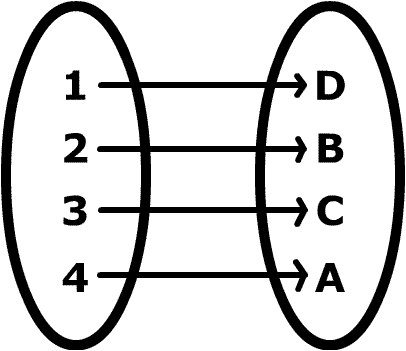
Une bijection assurant l'équipotence de deux ensembles de quatre éléments.

En mathématiques, l’équipotence est une relation entre ensembles, selon laquelle deux ensembles sont équivalents lorsqu'il existe une bijection entre eux. Cette notion permet de définir la cardinalité, c'est-à-dire le nombre d'éléments d'un ensemble, qu'il soit fini ou infini.
La subpotence est une relation plus faible, satisfaite lorsqu'il existe une injection entre deux ensembles. Elle permet de définir une comparaison de taille entre les ensembles, sans présupposer la construction des nombres cardinaux.

## Définitions
Deux ensembles E et F sont dits équipotents s'il existe une bijection de E sur F, c'est-à-dire une application pour laquelle tout élément de F admet un unique antécédent.
Un ensemble E est dit subpotent à un ensemble F s'il existe une injection de E dans F, c'est-à-dire une application pour laquelle aucun élément de F ne peut avoir plusieurs antécédents.
Un ensemble E est dit strictement subpotent à un ensemble F quand il existe une injection de E dans F, mais pas d'injection de F dans E ou, de façon équivalente par le théorème de Cantor-Bernstein, pas de bijection entre E et F.
Si E est subpotent à F , il existe une surjection de F dans E, mais la réciproque demande l'axiome du choix.

## Propriétés élémentaires
Tout sous-ensemble d'un ensemble F est subpotent à F.
La relation d'équipotence est une relation d'équivalence et est donc :
- réflexive : tout ensemble est équipotent à lui-même puisque l'application identité est bijective ;
- symétrique, puisque toute bijection de E sur F admet une réciproque, qui est une bijection de F sur E ;
- transitive, puisque deux bijections, de E sur F et de F sur G, peuvent être composées pour former une bijection, de E sur G.

De même, la relation de subpotence est réflexive et transitive, mais pas symétrique :
- il existe une injection canonique de l'ensemble vide dans tout ensemble E mais, si E est non vide, pas d'injection (ni même d'application) de E dans ∅ ;
- pour tout entier naturel n, l'ensemble {0, … , n– 1} n'est subpotent à aucune de ses parties propres.

Il peut arriver qu'un ensemble soit équipotent à l'une de ses parties propres (c'est même l'une des définitions possibles des ensembles infinis). Par exemple, l'ensemble infini dénombrable ℕ est équipotent à ℕ\{0}. Plus étonnamment, le plan complexe est équipotent à la droite réelle (on dit qu'il a la « puissance du continu »).
- Le fait que la relation de subpotence soit totale, c'est-à-dire que pour deux ensembles E et F, soit E est subpotent à F ou F est subpotent à E, se démontre à l'aide du lemme de Zorn, c'est le théorème de comparabilité cardinale. Ce résultat est même équivalent à l'axiome du choix.

## Théorème de Cantor-Bernstein
Si deux ensembles sont subpotents l'un à l'autre, alors ils sont équipotents.

## Sur la classe des ensembles
Les propriétés élémentaires ci-dessus de l'équipotence sont caractéristiques des relations d'équivalence, à la réserve près que la classe des ensembles ne constitue pas elle-même un ensemble. Il ne s'agit donc pas d'une relation au sens ensembliste du terme.
La classe d'équipotence d'un ensemble donné est une classe propre dès que cet ensemble est non vide (on construirait sinon par réunion un ensemble de tous les ensembles).
Par conséquent si l'on définit les cardinaux comme des classes d'équipotence, on a de fortes limitations sur leur maniement. Pas question de parler d'ensembles ni de classes de cardinaux. Ce ne sont tout simplement pas des objets des théories des ensembles à la ZFC.
La théorie des classes de von Neumann, Bernays et Gödel, dans laquelle les classes sont des objets de la théorie, alors que, dans ZFC, elles sont représentées par des prédicats, a cependant les mêmes limitations sur leur maniement, internalisées par l'axiomatisation de la théorie.
Une façon de remédier à cette situation est de construire de façon uniforme un représentant unique par classe d'équipotence. On utilise pour cela les ordinaux, un cardinal étant, selon une définition qui apparait déjà chez Georg Cantor, un ordinal qui n'est pas équipotent à un ordinal strictement plus petit. La définition des ordinaux pose cependant le même genre de problèmes (pour les classes d'isomorphie de bons ordres), et c'est John von Neumann qui en a donné la construction usuelle. Cette définition nécessite le schéma d'axiomes de remplacement, et donc la théorie ZF, pour avoir suffisamment d'ordinaux, et l'axiome du choix, et donc finalement la théorie ZFC, pour qu'il y ait bien au moins un ordinal, et donc exactement un cardinal, dans chaque classe d'équipotence (on montre effet, grâce à l'axiome du choix, que tout ensemble est bien ordonné, et grâce au schéma de remplacement que tout bon ordre est isomorphe a un ordinal de von Neumann).
Il est cependant tout à fait possible de développer les aspects les plus élémentaires de la cardinalité en termes d'équipotence, tant que l'on s'intéresse par exemple à des comparaisons de cardinaux. L'équipotence fournit l'égalité des cardinaux. La subpotence — l'existence d'une injection d'un ensemble dans un autre — est compatible avec l'équipotence et la subpotence stricte — subpotent mais pas équipotent — également. Cela permet de définir égalité et ordre entre classes cardinales, sachant qu'au fond, il s'agit juste d'une « façon de parler » de l'équipotence et de la subpotence.